# Les Cassés
Les Cassès  sont une commune française située dans le nord-ouest du département de l'Aude, en région Occitanie.
Sur le plan historique et culturel, la commune fait partie du Lauragais, l'ancien « Pays de Cocagne », lié à la fois à la culture du pastel et à l’abondance des productions, et de « grenier à blé du Languedoc ». Exposée à un climat océanique altéré, elle est drainée par la rigole du canal du Midi, la Grasse, le ruisseau du Marès et par divers autres petits cours d'eau.
Les Cassès sont une commune rurale qui compte 317 habitants en 2022, après avoir connu une forte hausse de la population depuis 1975. Elle fait partie de l'aire d'attraction de Toulouse. Ses habitants sont appelés les Cassignoles.
Le patrimoine architectural de la commune comprend deux immeubles protégés au titre des monuments historiques : l'église Saint-Étienne, inscrite en 1948, et le moulin à vent de Caunes, inscrit en 1961.

## Géographie

### Localisation
Les Cassès sont une commune de l'aire urbaine de Toulouse située dans le Lauragais sur la Rigole de la plaine. C'est une commune limitrophe du département de la Haute-Garonne.

### Communes limitrophes
Les Cassès sont limitrophes de cinq autres communes dont trois dans le département de la Haute-Garonne.
Les communes limitrophes sont  Bélesta-en-Lauragais, Montmaur, Mourvilles-Hautes, Saint-Félix-Lauragais et Saint-Paulet.
| Bélesta-en-Lauragais (Haute-Garonne) |              | Saint-Félix-Lauragais (Haute-Garonne) |
| Mourvilles-Hautes (Haute-Garonne)    | des Cassès   |                                       |
| Montmaur                             | Saint-Paulet |                                       |

### Géologie et relief
La superficie de la commune est de 728 hectares ; son altitude varie de 189  à   323 mètres.
Les Cassès se situent en zone de sismicité 1 (sismicité très faible).

### Voies de communication et transports
Les Cassès sont situées sur l'ancienne route Via Tolosana un des chemins du pèlerinage de Saint-Jacques-de-Compostelle.

### Hydrographie

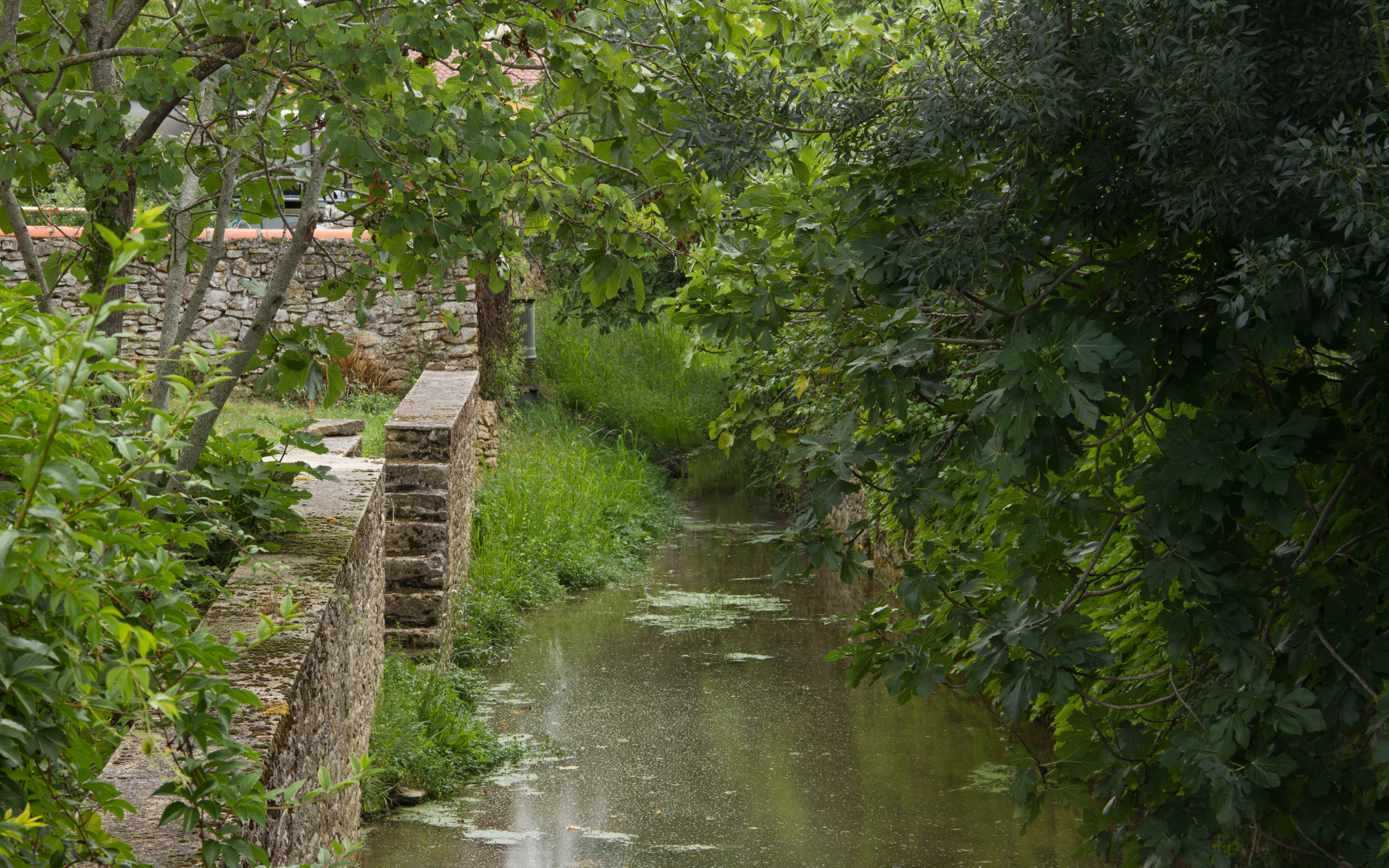
Le ruisseau du Marès.

Elle est drainée par la rigole du canal du Midi, la Grasse, le ruisseau du Marès, le ruisseau de Trémoulède et par deux petits cours d'eau, qui constituent un réseau hydrographique de 8 km de longueur totale,.
La rigole du canal du Midi, d'une longueur totale de 27 km, prend sa source dans la commune de Saint-Félix-Lauragais et s'écoule du nord-est au sud-ouest. Elle traverse la commune et se jette dans le canal du Midi à Montferrand, après avoir traversé 7 communes.
La Grasse, d'une longueur totale de 18 km, prend sa source dans la commune et s'écoule vers l'ouest puis se réoriente vers le sud-ouest. Elle traverse la commune et se jette dans le Marès à Montgaillard-Lauragais, après avoir traversé 11 communes.
Le ruisseau du Marès, d'une longueur totale de 14,6 km, prend sa source dans la commune de Saint-Félix-Lauragais et s'écoule du nord-est au sud-ouest. Il traverse la commune et se jette dans le Marès à Avignonet-Lauragais, après avoir traversé 5 communes.

### Climat
Pour des articles plus généraux, voir Climat de l'Occitanie et Climat de l'Aude.
En 2010, le climat de la commune est de type climat du Bassin du Sud-Ouest, selon une étude s'appuyant sur une série de données couvrant la période 1971-2000. En 2020, Météo-France publie une typologie des climats de la France métropolitaine dans laquelle la commune est exposée à un climat océanique altéré et est dans la région climatique Aquitaine, Gascogne, caractérisée par une pluviométrie abondante au printemps, modérée en automne, un faible ensoleillement au printemps, un été chaud (19,5 °C), des vents faibles, des brouillards fréquents en automne et en hiver et des orages fréquents en été (15 à 20 jours).
Pour la période 1971-2000, la température annuelle moyenne est de 12,9 °C, avec une amplitude thermique annuelle de 15,8 °C. Le cumul annuel moyen de précipitations est de 798 mm, avec 10,3 jours de précipitations en janvier et 5,4 jours en juillet. Pour la période 1991-2020, la température moyenne annuelle observée sur la station météorologique la plus proche, située sur la commune de Montferrand à 8 km à vol d'oiseau, est de 13,7 °C et le cumul annuel moyen de précipitations est de 758,8 mm,. Pour l'avenir, les paramètres climatiques de la commune estimés pour 2050 selon différents scénarios d'émission de gaz à effet de serre sont consultables sur un site dédié publié par Météo-France en novembre 2022.

### Milieux naturels et biodiversité
Aucun espace naturel présentant un intérêt patrimonial n'est recensé sur la commune dans l'inventaire national du patrimoine naturel,,.

## Urbanisme

### Typologie
Au 1er janvier 2024, Les Cassès sont catégorisés commune rurale à habitat dispersé, selon la nouvelle grille communale de densité à 7 niveaux définie par l'Insee en 2022.
Elle est située hors unité urbaine. Par ailleurs la commune fait partie de l'aire d'attraction de Toulouse, dont elle est une commune de la couronne,. Cette aire, qui regroupe 527 communes, est catégorisée dans les aires de 700 000 habitants ou plus (hors Paris),.

### Occupation des sols
L'occupation des sols de la commune, telle qu'elle ressort de la base de données européenne d’occupation biophysique des sols Corine Land Cover (CLC), est marquée par l'importance des territoires agricoles (97,9 % en 2018), une proportion identique à celle de 1990 (97,9 %). La répartition détaillée en 2018 est la suivante : terres arables (92,5 %), zones agricoles hétérogènes (5,5 %), forêts (2,1 %). L'évolution de l’occupation des sols de la commune et de ses infrastructures peut être observée sur les différentes représentations cartographiques du territoire : la carte de Cassini (XVIIIe siècle), la carte d'état-major (1820-1866) et les cartes ou photos aériennes de l'IGN pour la période actuelle (1950 à aujourd'hui).

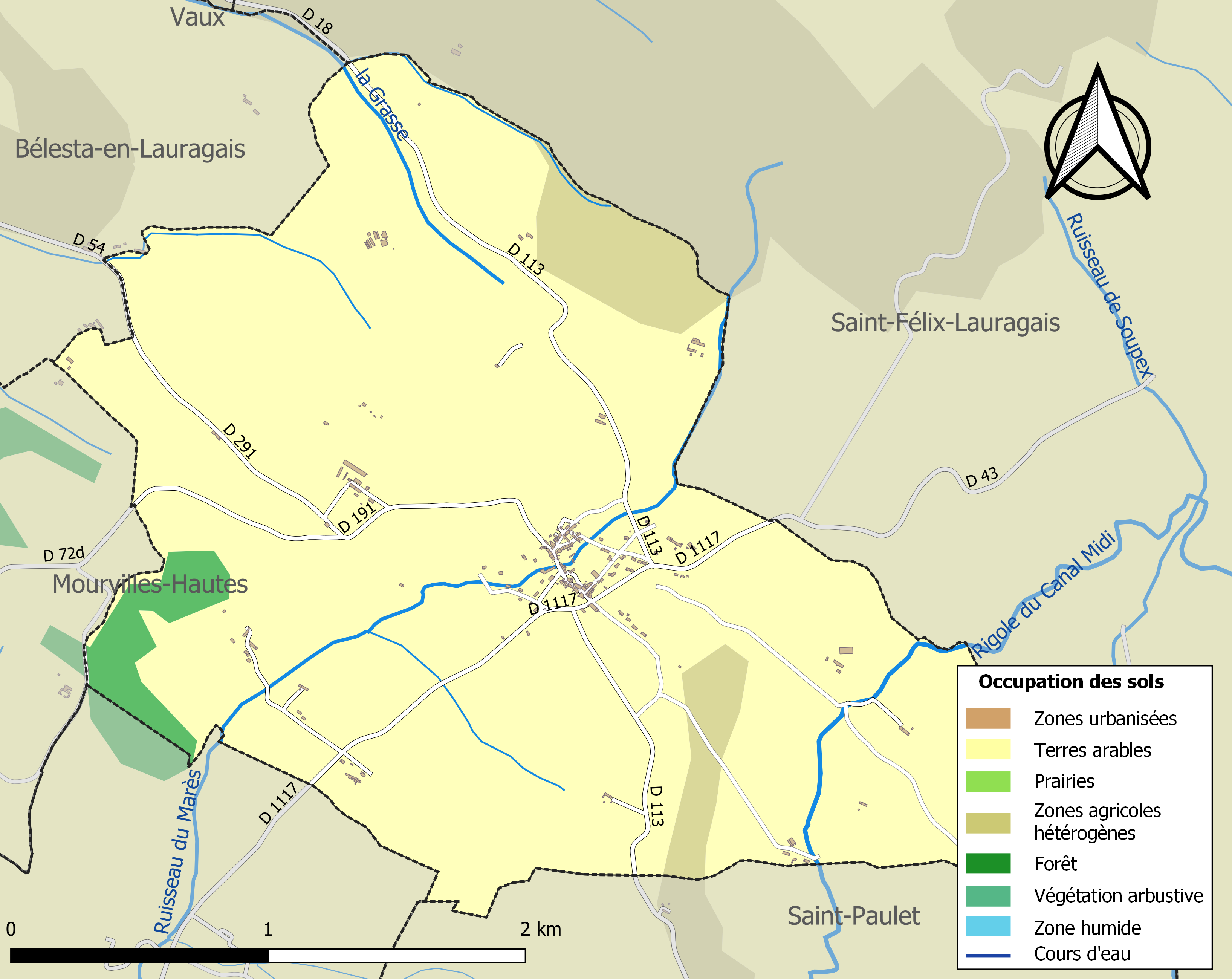
Carte des infrastructures et de l'occupation des sols de la commune en 2018 (CLC).

### Risques majeurs
Le territoire de la commune des Cassés est vulnérable à différents aléas naturels : météorologiques (tempête, orage, neige, grand froid, canicule ou sécheresse) et séisme (sismicité très faible). Il est également exposé à un risque technologique,  le transport de matières dangereuses. Un site publié par le BRGM permet d'évaluer simplement et rapidement les risques d'un bien localisé soit par son adresse soit par le numéro de sa parcelle.

#### Risques naturels

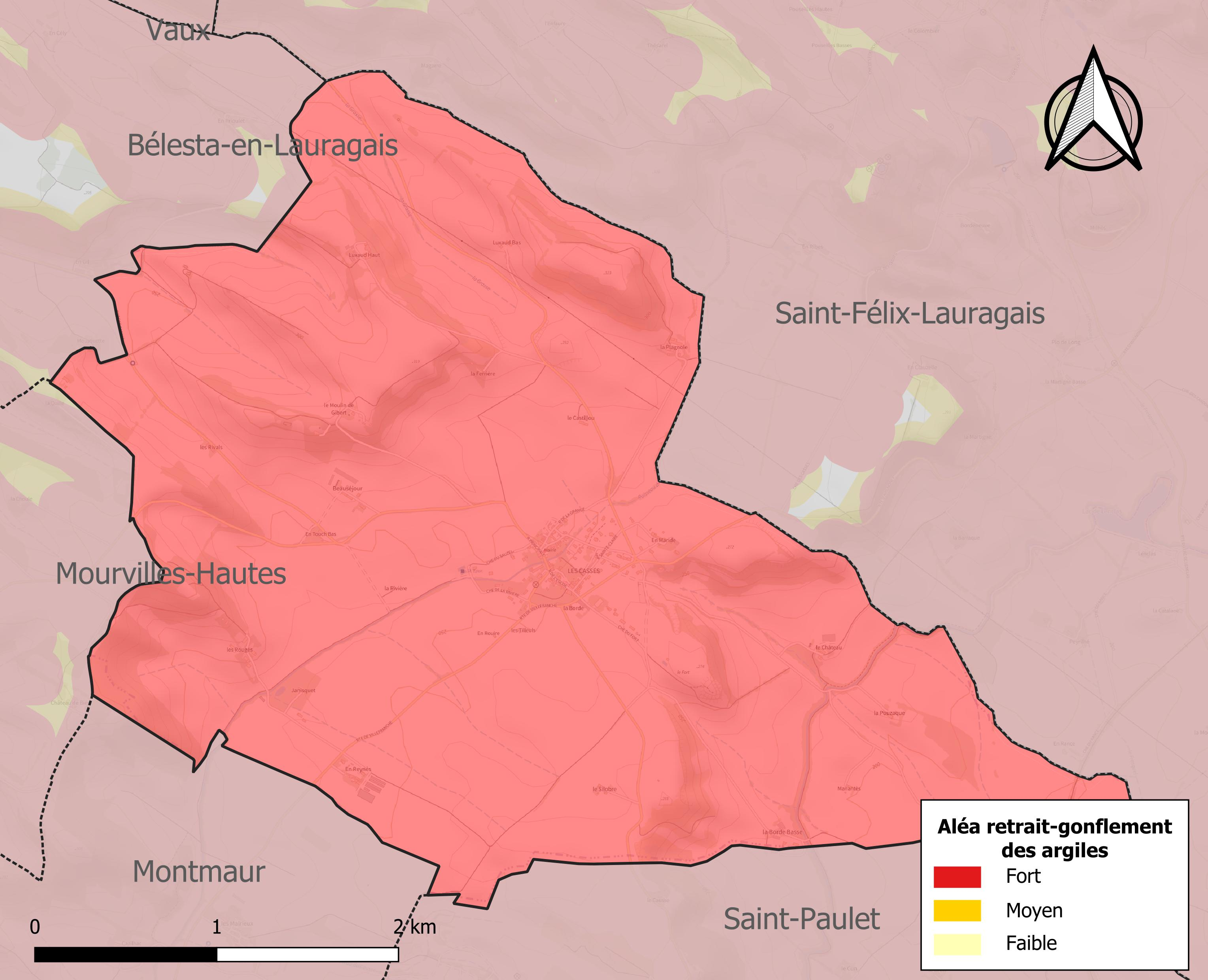
Carte des zones d'aléa retrait-gonflement des sols argileux des Cassés.

Le retrait-gonflement des sols argileux est susceptible d'engendrer des dommages importants aux bâtiments en cas d’alternance de périodes de sécheresse et de pluie. La totalité de la commune est en aléa moyen ou fort (75,2 % au niveau départemental et 48,5 % au niveau national). Sur les 131 bâtiments dénombrés sur la commune en 2019, 131 sont en aléa moyen ou fort, soit 100 %, à comparer aux 94 % au niveau départemental et 54 % au niveau national. Une cartographie de l'exposition du territoire national au retrait gonflement des sols argileux est disponible sur le site du BRGM,.

#### Risques technologiques
Le risque de transport de matières dangereuses sur la commune est lié à sa traversée par une route à fort trafic. Un accident se produisant sur une telle infrastructure est en effet susceptible d’avoir des effets graves au bâti ou aux personnes jusqu’à 350 m, selon la nature du matériau transporté. Des dispositions d’urbanisme peuvent être préconisées en conséquence.

## Toponymie
Le nom de la commune vient de l’occitan casse, « chêne ». La prononciation d’origine porte l’accent tonique sur la première syllabe, cas-.

## Politique et administration

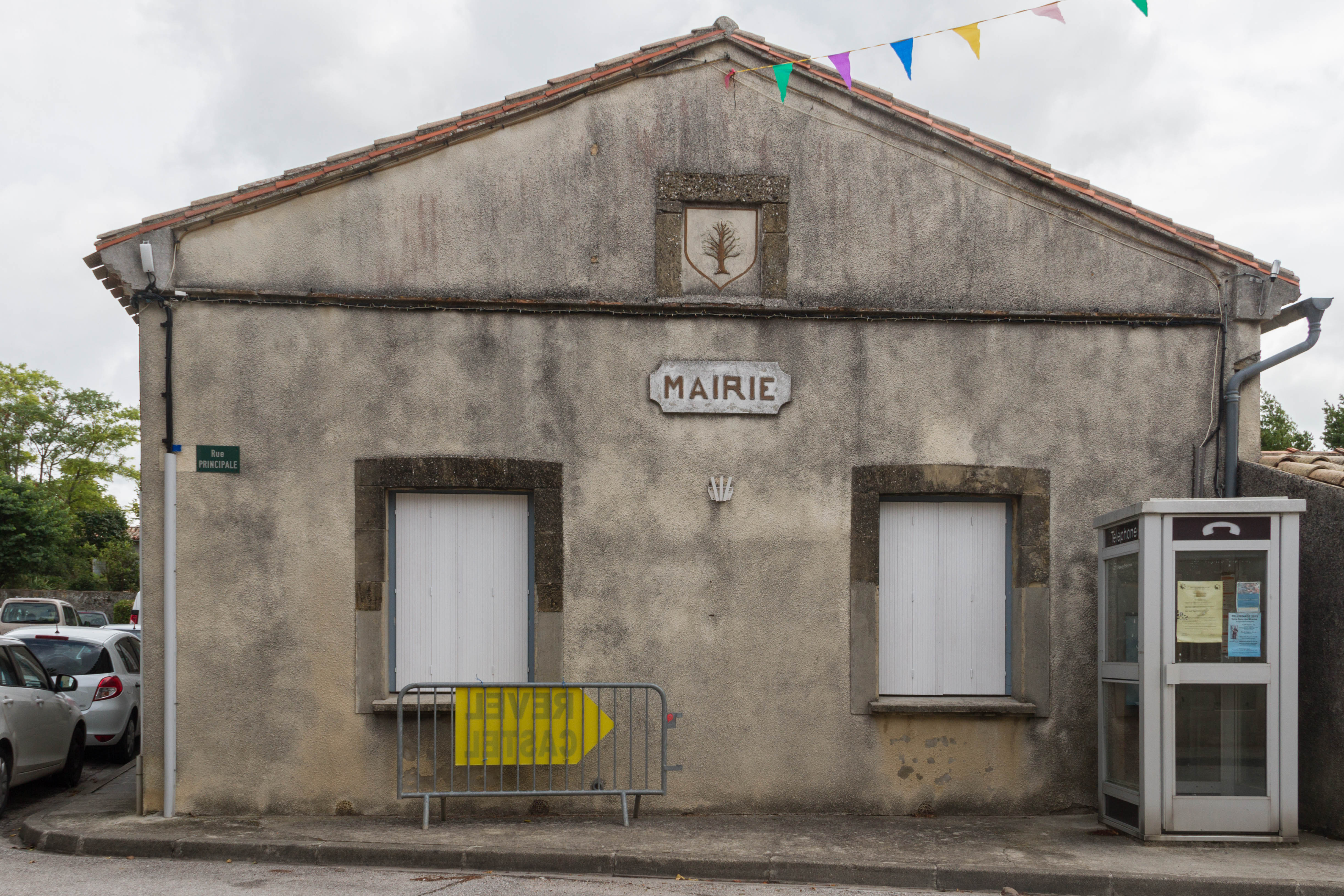
Mairie.

### Découpage territorial
La commune des Cassès est membre de la communauté de communes Castelnaudary Lauragais Audois, un établissement public de coopération intercommunale (EPCI) à fiscalité propre créé le 21 décembre 2012 dont le siège est à Castelnaudary. Ce dernier est par ailleurs membre d'autres groupements intercommunaux.
Sur le plan administratif, elle est rattachée à l'arrondissement de Carcassonne, au département de l'Aude, en tant que circonscription administrative de l'État, et à la région Occitanie.
Sur le plan électoral, elle dépend du canton du Bassin chaurien pour l'élection des conseillers départementaux, depuis le redécoupage cantonal de 2014 entré en vigueur en 2015, et de la troisième circonscription de l'Aude  pour les élections législatives, depuis le redécoupage électoral de 1986.

### Administration municipale
Le nombre d'habitants au recensement de 2017 étant compris entre 100 et 499, le nombre de membres du conseil municipal pour l'élection de 2020 est de 11,.

### Liste des maires
| Période                                  | Période  | Identité       | Étiquette | Qualité |
| ---------------------------------------- | -------- | -------------- | --------- | ------- |
| mars 2001                                | 2008     | Pierre Crespy  |           |         |
| mars 2008                                | 2020     | Catherine Puig | SE        |         |
| mars 2020                                | En cours | Nicolas Rauzy  | SE        |         |
| Les données manquantes sont à compléter. |          |                |           |         |

## Population et société

### Démographie
L'évolution du nombre d'habitants est connue à travers les recensements de la population effectués dans la commune depuis 1793. Pour les communes de moins de 10 000 habitants, une enquête de recensement portant sur toute la population est réalisée tous les cinq ans, les populations de référence des années intermédiaires étant quant à elles estimées par interpolation ou extrapolation. Pour la commune, le premier recensement exhaustif entrant dans le cadre du nouveau dispositif a été réalisé en 2006.

En 2022, la commune comptait 317 habitants, en évolution de +8,93 % par rapport à 2016 (Aude : +2,65 %, France hors Mayotte : +2,11 %).
| 1793 | 1800 | 1806 | 1821 | 1831 | 1836 | 1841 | 1846 | 1851 |
| ---- | ---- | ---- | ---- | ---- | ---- | ---- | ---- | ---- |
| 414  | 339  | 417  | 430  | 412  | 451  | 471  | 461  | 458  |

| 1856 | 1861 | 1866 | 1872 | 1876 | 1881 | 1886 | 1891 | 1896 |
| ---- | ---- | ---- | ---- | ---- | ---- | ---- | ---- | ---- |
| 384  | 282  | 408  | 382  | 380  | 307  | 326  | 276  | 271  |

| 1901 | 1906 | 1911 | 1921 | 1926 | 1931 | 1936 | 1946 | 1954 |
| ---- | ---- | ---- | ---- | ---- | ---- | ---- | ---- | ---- |
| 253  | 240  | 266  | 242  | 211  | 203  | 202  | 218  | 224  |

| 1962 | 1968 | 1975 | 1982 | 1990 | 1999 | 2006 | 2011 | 2016 |
| ---- | ---- | ---- | ---- | ---- | ---- | ---- | ---- | ---- |
| 156  | 171  | 168  | 183  | 186  | 174  | 211  | 253  | 291  |

| 2021 | 2022 | - | - | - | - | - | - | - |
| ---- | ---- | - | - | - | - | - | - | - |
| 312  | 317  | - | - | - | - | - | - | - |

| selon la population municipale des années : | 1968 | 1975 | 1982 | 1990 | 1999 | 2006 | 2009 | 2013 |
| Rang de la commune dans le département      | 225  | 183  | 197  | 230  | 250  | 219  | 213  | 202  |
| Nombre de communes du département           | 439  | 436  | 435  | 437  | 438  | 438  | 438  | 438  |

## Économie

### Revenus
En 2018  (données INSEE publiées en septembre 2021), la commune compte 110 ménages fiscaux, regroupant 277 personnes. La médiane du revenu disponible par unité de consommation est de 20 610 € (19 240 € dans le département).

### Emploi
| Division       | 2008   | 2013   | 2018   |
| -------------- | ------ | ------ | ------ |
| Commune        | 12,1 % | 6,6 %  | 9,2 %  |
| Département    | 10,2 % | 12,8 % | 12,6 % |
| France entière | 8,3 %  | 10 %   | 10 %   |

En 2018, la population âgée de 15 à 64 ans s'élève à 177 personnes, parmi lesquelles on compte 76,9 % d'actifs (67,6 % ayant un emploi et 9,2 % de chômeurs) et 23,1 % d'inactifs,. En  2018, le taux de chômage communal (au sens du recensement) des 15-64 ans est inférieur à celui de la France et du département, alors qu'en 2008 la situation était inverse.
La commune fait partie de la couronne de l'aire d'attraction de Toulouse, du fait qu'au moins 15 % des actifs travaillent dans le pôle,. Elle compte 22 emplois en 2018, contre 34 en 2013 et 25 en 2008. Le nombre d'actifs ayant un emploi résidant dans la commune est de 122, soit un indicateur de concentration d'emploi de 18,3 % et un taux d'activité parmi les 15 ans ou plus de 63,1 %.
Sur ces 122 actifs de 15 ans ou plus ayant un emploi, 17 travaillent dans la commune, soit 14 % des habitants. Pour se rendre au travail, 89,1 % des habitants utilisent un véhicule personnel ou de fonction à quatre roues, 2,5 % les transports en commun, 0,8 % s'y rendent en deux-roues, à vélo ou à pied et 7,6 % n'ont pas besoin de transport (travail au domicile).

### Activités hors agriculture

#### Secteurs d'activités
21 établissements sont implantés  aux Cassés au 31 décembre 2019. Le tableau ci-dessous en détaille le nombre par secteur d'activité et compare les ratios avec ceux du département,. Le secteur des activités spécialisées, scientifiques et techniques et des activités de services administratifs et de soutien est prépondérant sur la commune puisqu'il représente 28,6 % du nombre total d'établissements de la commune (6 sur les 21 entreprises implantées aux Cassés), contre 13,3 % au niveau départemental.

#### Entreprises
L'économie de la commune est essentiellement basée sur l'agriculture (céréales : maïs, blé…).

### Agriculture
La commune fait partie de la petite région agricole dénommée « Lauragais ». En 2010, l'orientation technico-économique de l'agriculture  sur la commune est la production de céréales et oléoprotéagineux.
|                                   | 1988 | 2000 | 2010 |
| --------------------------------- | ---- | ---- | ---- |
| Exploitations                     | 15   | 17   | 13   |
| Superficie agricole utilisée (ha) | 798  | 912  | 806  |

Le nombre d'exploitations agricoles en activité et ayant leur siège dans la commune est passé de 15 lors du recensement agricole de 1988 à 17 en 2000 puis à 13 en 2010, soit une baisse de 13 % en 22 ans. Le même mouvement est observé à l'échelle du département qui a perdu pendant cette période 52 % de ses exploitations. La surface agricole utilisée sur la commune a quant à elle augmenté, passant de 798 ha en 1988 à 806 ha en 2010. Parallèlement la surface agricole utilisée moyenne par exploitation a augmenté, passant de 53 à 62 ha.

### Enseignement
Les Cassès font partie de l'académie de Montpellier.

### Sports
Judo, pétanque, belote, tennis, chasse, yoga, randonnée pédestre,

## Culture locale et patrimoine

### Lieux et monuments
- Ancienne église des Clarisses (église Saint-Étienne des Cassés), daté du XIVe siècle. L'élévation et la voûte de la chapelle Nord ont été inscrits au titre des monuments historiques en 1948[41].
- Moulin à vent de Caunes, daté entre le XVIIIe et le XIXe siècle et inscrit à l'inventaire supplémentaire des Monuments Historiques depuis le 29 septembre 1961[42].
- Le Mémorial cathare érigé en 2011, 800 ans après le bûcher où ont été brûlés 60  « bons hommes » et « bonnes dames » le 20 mai 1211 par l'armée des Croisés de Simon de Montfort.

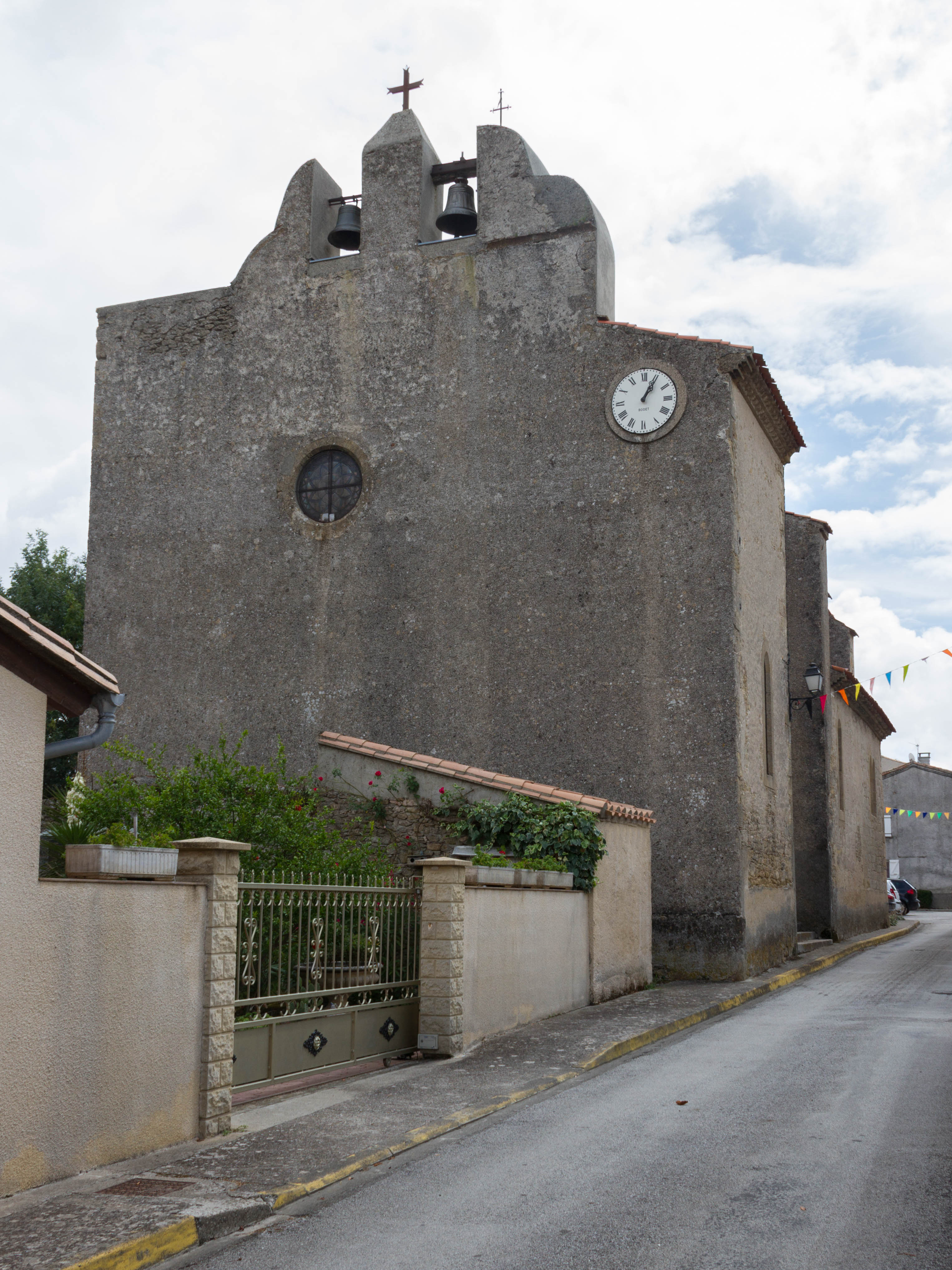
Église Saint-Étienne des Cassés.
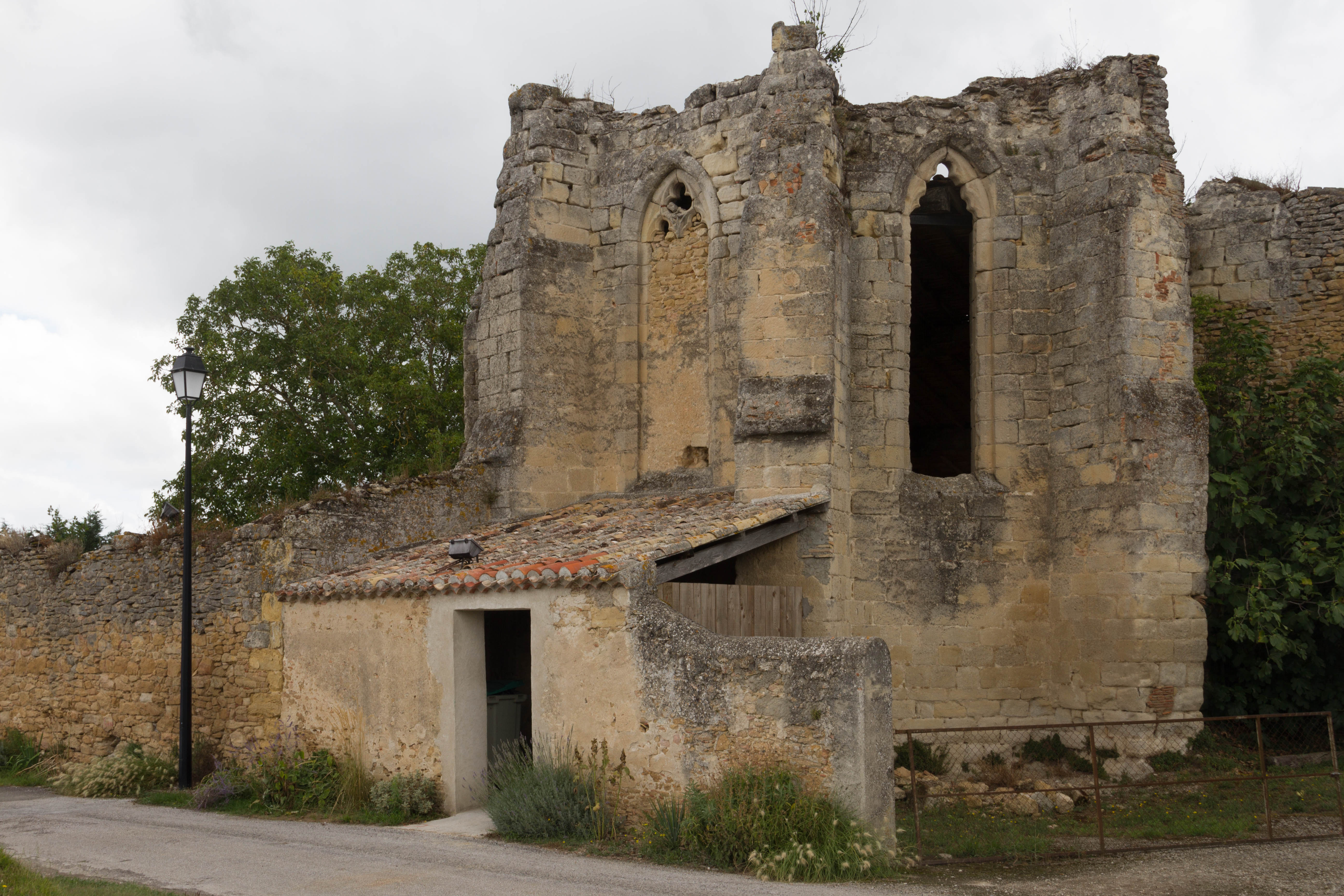
Ruines du monastère des Clarisses.
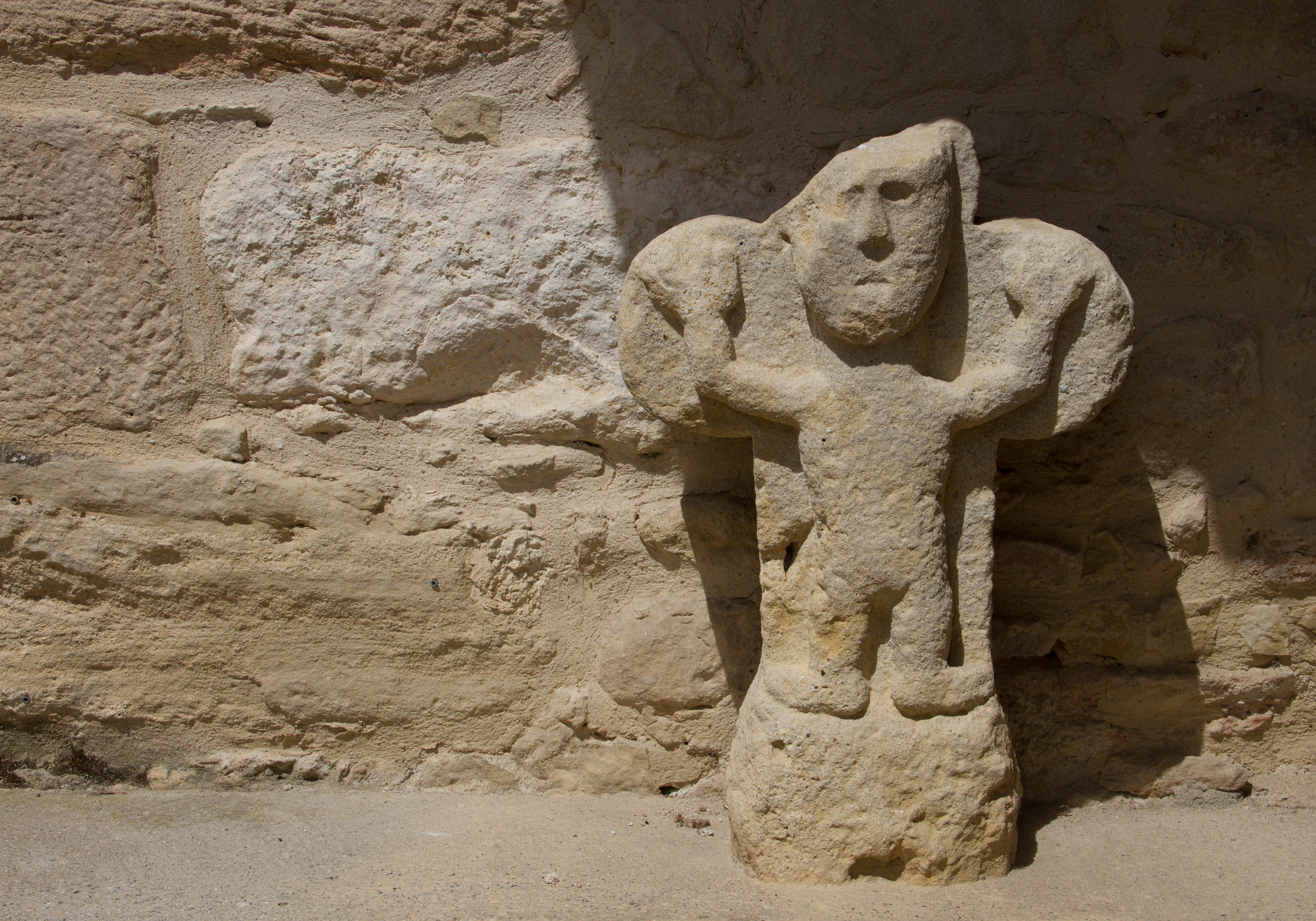
Stèle.

### Héraldique
| Blason de Cassés (Les) | Blason  | D'or à la fasce componée de sable et d'argent.   |
| Blason de Cassés (Les) | Détails | Le statut officiel du blason reste à déterminer. |